# 106 км Рожневський Бор
106 км Рожневський Бор (рос. 106 км Рожневский Бор) — населений пункт (тип: зупинний майданчик) у Тогучинському районі Новосибірської області Російської Федерації.
Входить до складу муніципального утворення Кудрінська сільрада. Населення становить 17 осіб (2010).

## Історія
Згідно із законом від 2 червня 2004 року органом місцевого самоврядування є Кудрінська сільрада.

## Населення
| 2002 | 2007 | 2010 |
| ---- | ---- | ---- |
| 19   | ↗21  | ↘17  |